# José Pierson
José Eduardo Pierson Lorta (Hacienda El Molino, Terrenate, Ímuris, Sonora; 13 de abril de 1861 - Ciudad de México, 1957) fue un cantante, declamador, director artístico, promotor cultural, empresario teatral y profesor mexicano de canto. Destacó como forjador y descubridor de grandes talentos.

## Biografía
Bautizado el 27 de abril, de familia de hacendados, José Miguel Pierson de origen francés y Francisca Lorta de Terrenate, donde fueron sus padrinos Benigno Lorta y Martina Lorta. José Miguel apoyó la construcción de ferrocarril que pasó al filo de su empresa por lo que a la estación fue denominada estación Pierson. José Miguel está enterrado en esa localidad. José Eduardo en su niñez y adolescencia se educó en el Ramsgate College de Inglaterra y en la Universidad Saint Claire en Estados Unidos. Poseedor de una excelente voz, en su juventud estudió técnica vocal con el maestro Enrico Testa en la Ciudad de México. Marcha a Europa a estudiar bel-canto en Italia con Francesco Lamperti y con Vittorio Vidal en Milán para perfeccionar su técnica de canto, y estudia también en Francia, becado por el gobierno de Porfirio Díaz. 
En 1911 a su paso por España, cambió su nombre bajo el seudónimo de Mario Lorta, estudió declamación con María Tubau, y trabajó como cantante y declamador en la compañía de la actriz española Carmen Cobeña. Con sus conocimientos musicales aprendidos en Europa durante varios años, vuelve a México.  
En 1911 su familia pierde su fortuna y posición durante la Revolución mexicana, y se dedica a dar clases de canto para sostenerse, primero enseñando canto en el Conservatorio Nacional de Música (México), después fundó su "Academia Pierson" en la que se impartían clases de canto y también de actuación (calle de Zarco n.º 50 esquina con Mina, Colonia Guerrero en el centro histórico delegación Cuauhtémoc) y años después, en 1915, funda la "Compañía Impulsora de Ópera". Adicionalmente funda con Francisco Arbeu una empresa operadora de teatro. 

Conocido por su gran generosidad, organizaba eventos de caridad, para apoyar a sus alumnos y a la sociedad en crisis económica. Cuando observaba el talento y escuchaba la excelente voz de un alumno en su Academia de canto no le cobraba las clases impartidas y el alojamiento. Al entrevistar a Pierson dice:
"No necesitamos de subvención oficial, o particular. Lo que necesitamos es el apoyo moral. Todas las manifestaciones del arte, han sido resultado de la iniciativa privada...  Si los artistas europeos no pueden venir a México, yo voy,  llevaré a los artistas mexicanos de Arbeu a Europa y Estados Unidos a aprender lo que falte". 
Pierson combinó los repertorios de la ópera romántica, con voces de artistas mexicanos.

## Descubridor de talentos
Fue descubridor de talentos y maestro de canto de insignes cantantes clásicos y populares que hicieron época en México y en otros países tales como: Juan Arvizu, Jorge Negrete, José Mojica, Alfonso Ortiz Tirado, Francisco Avitia, Fanny Anitúa, Pedro Vargas, Lucha Reyes, Mercedes Mendoza, Mercedes Caraza (La voz de cristal - La Soprano de México), Luis González Z.,  Ramón Vinay, Jesús H. Abitia, José Sosa Esquivel,  Joaquín A. González, Hugo Avendaño, Maritza Alemán, Martín Plata, Abraham Sánchez Morgado, el expresidente de México Adolfo de la Huerta y la actriz Dolores del Río. Lupita Rodríguez, nacida en Cananea, Sonora (Reina del baile Blanco y Negro en 1951), fue una de sus favoritas, esta jovencita de apenas 17 años Soprano Lírico, decía el maestro Pierson, tenía una voz privilegiada con un registro único, desafortunadamente, después del fallecimiento del maestro Pierson, ella no siguió cantando.

## Reconocimientos
Patrocinó la construcción del Templo de la Asunción de María, que fue concluido en 1902. Esto consta por una leyenda en la puerta principal de esa iglesia y la imagen del altar fue  pintada por el mismo. En otra iglesia de Ciudad de México hay otra imagen idéntica a esta, también pintada por el maestro. Llevan su nombre, la plaza central de Terrenate, una preparatoria en Hermosillo y otra en Imuris. Un busto y una placa fueron instalados en la plaza durante un festival realizado en su honor.